# Cultura Žuto Brdo - Gârla Mare

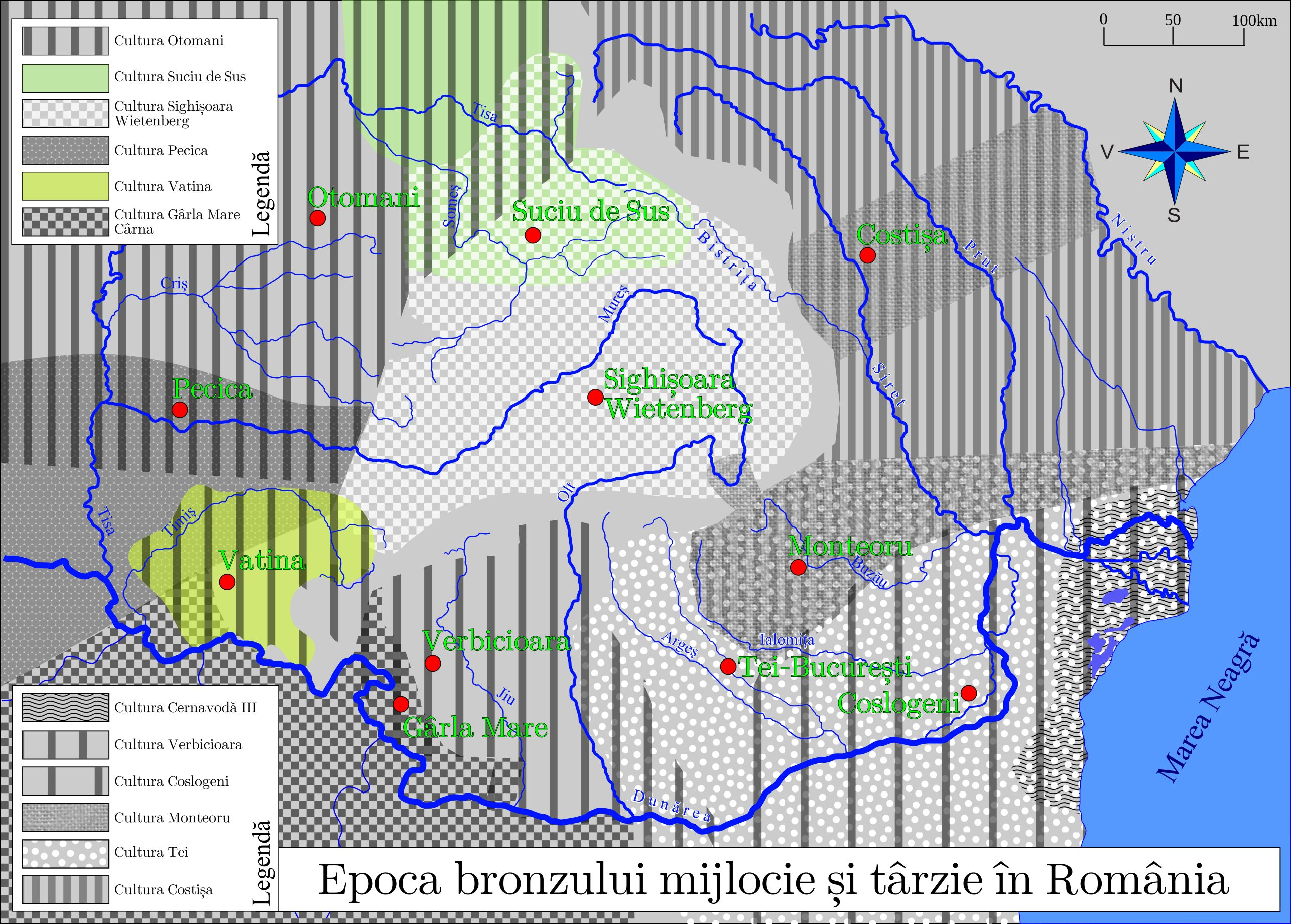
Arealul de răspândire a Culturii Gârla Mare în România

Cultura Žuto Brdo - Gârla Mare cunoscută și sub numele de  Cultura Gârla Mare, Cultura Gârla Mare - Cârna sau Cultura câmpurilor de urne, a fost denumită așa după stațiunile eponime unde s-au făcut primele descoperiri arheologice din perioada mijlocie și târzie a epocii bronzului. Ea are o arie foarte mare de răspândire, se  întinde  pe  ambele  maluri  ale  Dunării,  începând  de  lângă  Belgrad  până  aproape  de  vărsarea râului Olt în Dunăre. Primele descoperiri au fost efectuate în Serbia pe la sfârșitul secolului al XIX-lea.
Limitele geografice din România nu depășesc granițele Banatului la vest, ale Olteniei la nord și est și fluviul Dunărea la sud. Datorită săpăturilor pe care le-a efectuat în anul 1939 istoricul și arheologul Dumitru Berciu pe insula Ostrovu Mare și pe malul Dunării de pe teritoriul satului Gârla Mare din județul Mehedinți, au fost descoperite așezări din epoca comunei primitive care s-au încadrat în aria culturilor Sălcuța, Vinča și Coțofeni. A fost descoperită acolo și o necropolă de incinerație din epoca bronzului, urme ceramice specifice Culturii Gârla Mare ca urne, cești, figurine și străchini-capac. Ceramica este caracterizată prin bogăția ornamenticii și a plasticii și formează împreună cu necropola de la Cârna și parțial cu cea de la Ostrovu Mare un grup specific estic în cadrul Culturii Gârla Mare.

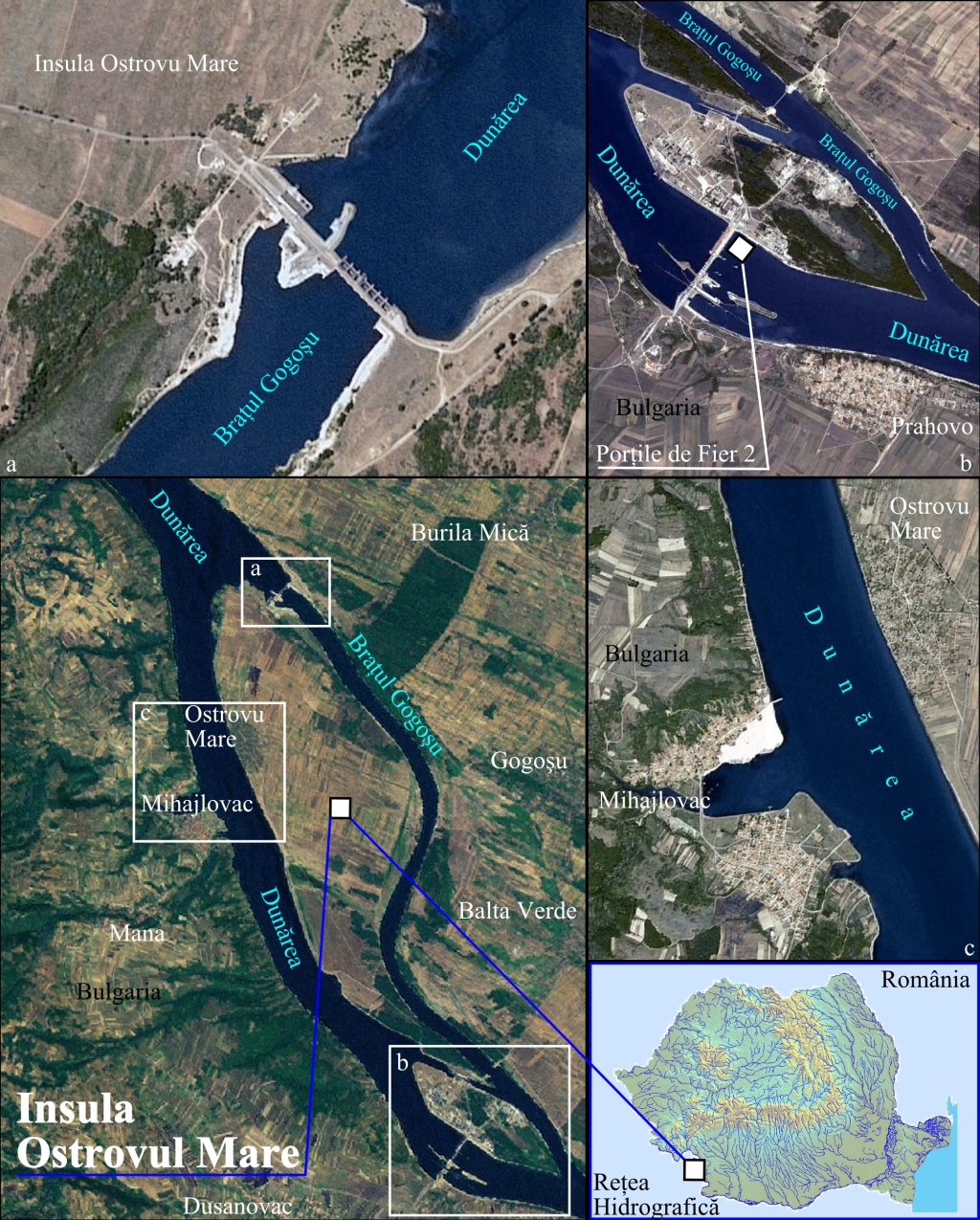
Insula Ostrovu Mare unde s-a descoperit tezaurul de podoabe din aur cu același nume.

Cele mai mari descoperiri arheologice au fost făcute pe teritoriul localităților Gârla Mare, Cârna, Balta Verde, Ostrovu Mare, Cruceni, Bobda și Pădurea Verde. Caracteristicile sunt ritul incinerației, cimitire întinse, câmpuri de urne, urne cu capac alături de vase de mici dimensiuni care au un caracter de ofrandă, lângă care se regăsesc și alte obiecte de inventar. Vasele ceramice au felurite forme și dimensiuni, unele din ele fiind modelate în chip de pasăre sau cu toarte care figurează un cap de cervideu.
De remarcat este plastica obiectelor descoperite în partea de est a răspândirii Culturii de la Gârla Mare, caracteristică ce le conferă o valoare cu totul excepțională. Astfel, s-au descoperit figurine din teracotă zoomorfe care au formă de pasăre sau caprine, precum și figurine antropomorfe de gen feminin care au rochia stilizată sub formă de clopot (en cloche). Au mai fost descoperite și mici topoare cu dublu tăiș realizate tot din teracotă. Atât figurinele, cât și vasele prezintă bogate decorații de natură geometrică, predominante fiind elementele de tip meandric sau spiralat care au o dispunere radială față de axul vasului sau în registre separate. Tehnica de realizare este fie prin încrustație, fie prin incizie, totul ducând spre un efect de broderie. Mai mult de atât, se pot vedea elemente secundare ca pliseuri largi sau caneluri pe gâturile figurate sau pe diferite proeminențe plastice.
Toate figurinele au fost confecționate dintr-o pastă cărămizie care a fost încrustată sau incizată cu alb geometria ornamentelor, ansambluri radiale sau derivate ale unor sisteme radiale, ce au ca simbolistică cadrul solar, totul de o finețe și bogăție absolut excepțională. Întreaga reprezentare creează impresia unui decorativism ce imită modelele brodate sau pe cele prezente în cusături. Relevantă în acest sens al Culturii de la Gârla Mare este descoperirea Tezaurului de podoabe din aur de la Ostrovu Mare.